# 2016年
2016年（2016 ねん）は、西暦（グレゴリオ暦）による、金曜日から始まる閏年。平成28年。
この項目では、国際的な視点に基づいた2016年について記載する。

## 他の紀年法
- 干支：丙申（ひのえ さる）
- 日本（月日は一致）
  - 平成28年
  - 皇紀2676年
- 大韓民国（月日は一致）
  - 檀紀4349年
- 中華民国（月日は一致）
  - 中華民国105年
- 朝鮮民主主義人民共和国（月日は一致）
  - 主体105年
- 仏滅紀元：2558年閏9月7日 - 2559年10月3日
- イスラム暦：1437年3月20日 - 1438年4月1日
- ユダヤ暦：5776年4月20日 - 5777年4月2日
- Unix Time：1451606400 - 1483228799
- 修正ユリウス日(MJD)：57388 - 57753
- リリウス日(LD)：158229 - 158594

## カレンダー
| 1月 |    |    |    |    |    |    |
| 日  | 月 | 火 | 水 | 木 | 金 | 土 |
|     |    |    |    |    | 1  | 2  |
| 3   | 4  | 5  | 6  | 7  | 8  | 9  |
| 10  | 11 | 12 | 13 | 14 | 15 | 16 |
| 17  | 18 | 19 | 20 | 21 | 22 | 23 |
| 24  | 25 | 26 | 27 | 28 | 29 | 30 |
| 31  |    |    |    |    |    |    |
|     |    |    |    |    |    |    |

| 2月 |    |    |    |    |    |    |
| 日  | 月 | 火 | 水 | 木 | 金 | 土 |
|     | 1  | 2  | 3  | 4  | 5  | 6  |
| 7   | 8  | 9  | 10 | 11 | 12 | 13 |
| 14  | 15 | 16 | 17 | 18 | 19 | 20 |
| 21  | 22 | 23 | 24 | 25 | 26 | 27 |
| 28  | 29 |    |    |    |    |    |
|     |    |    |    |    |    |    |

| 3月 |    |    |    |    |    |    |
| 日  | 月 | 火 | 水 | 木 | 金 | 土 |
|     |    | 1  | 2  | 3  | 4  | 5  |
| 6   | 7  | 8  | 9  | 10 | 11 | 12 |
| 13  | 14 | 15 | 16 | 17 | 18 | 19 |
| 20  | 21 | 22 | 23 | 24 | 25 | 26 |
| 27  | 28 | 29 | 30 | 31 |    |    |
|     |    |    |    |    |    |    |

| 4月 |    |    |    |    |    |    |
| 日  | 月 | 火 | 水 | 木 | 金 | 土 |
|     |    |    |    |    | 1  | 2  |
| 3   | 4  | 5  | 6  | 7  | 8  | 9  |
| 10  | 11 | 12 | 13 | 14 | 15 | 16 |
| 17  | 18 | 19 | 20 | 21 | 22 | 23 |
| 24  | 25 | 26 | 27 | 28 | 29 | 30 |
|     |    |    |    |    |    |    |

| 5月 |    |    |    |    |    |    |
| 日  | 月 | 火 | 水 | 木 | 金 | 土 |
| 1   | 2  | 3  | 4  | 5  | 6  | 7  |
| 8   | 9  | 10 | 11 | 12 | 13 | 14 |
| 15  | 16 | 17 | 18 | 19 | 20 | 21 |
| 22  | 23 | 24 | 25 | 26 | 27 | 28 |
| 29  | 30 | 31 |    |    |    |    |
|     |    |    |    |    |    |    |

| 6月 |    |    |    |    |    |    |
| 日  | 月 | 火 | 水 | 木 | 金 | 土 |
|     |    |    | 1  | 2  | 3  | 4  |
| 5   | 6  | 7  | 8  | 9  | 10 | 11 |
| 12  | 13 | 14 | 15 | 16 | 17 | 18 |
| 19  | 20 | 21 | 22 | 23 | 24 | 25 |
| 26  | 27 | 28 | 29 | 30 |    |    |
|     |    |    |    |    |    |    |

| 7月 |    |    |    |    |    |    |
| 日  | 月 | 火 | 水 | 木 | 金 | 土 |
|     |    |    |    |    | 1  | 2  |
| 3   | 4  | 5  | 6  | 7  | 8  | 9  |
| 10  | 11 | 12 | 13 | 14 | 15 | 16 |
| 17  | 18 | 19 | 20 | 21 | 22 | 23 |
| 24  | 25 | 26 | 27 | 28 | 29 | 30 |
| 31  |    |    |    |    |    |    |
|     |    |    |    |    |    |    |

| 8月 |    |    |    |    |    |    |
| 日  | 月 | 火 | 水 | 木 | 金 | 土 |
|     | 1  | 2  | 3  | 4  | 5  | 6  |
| 7   | 8  | 9  | 10 | 11 | 12 | 13 |
| 14  | 15 | 16 | 17 | 18 | 19 | 20 |
| 21  | 22 | 23 | 24 | 25 | 26 | 27 |
| 28  | 29 | 30 | 31 |    |    |    |
|     |    |    |    |    |    |    |

| 9月 |    |    |    |    |    |    |
| 日  | 月 | 火 | 水 | 木 | 金 | 土 |
|     |    |    |    | 1  | 2  | 3  |
| 4   | 5  | 6  | 7  | 8  | 9  | 10 |
| 11  | 12 | 13 | 14 | 15 | 16 | 17 |
| 18  | 19 | 20 | 21 | 22 | 23 | 24 |
| 25  | 26 | 27 | 28 | 29 | 30 |    |
|     |    |    |    |    |    |    |

| 10月 |    |    |    |    |    |    |
| 日   | 月 | 火 | 水 | 木 | 金 | 土 |
|      |    |    |    |    |    | 1  |
| 2    | 3  | 4  | 5  | 6  | 7  | 8  |
| 9    | 10 | 11 | 12 | 13 | 14 | 15 |
| 16   | 17 | 18 | 19 | 20 | 21 | 22 |
| 23   | 24 | 25 | 26 | 27 | 28 | 29 |
| 30   | 31 |    |    |    |    |    |
|      |    |    |    |    |    |    |

| 11月 |    |    |    |    |    |    |
| 日   | 月 | 火 | 水 | 木 | 金 | 土 |
|      |    | 1  | 2  | 3  | 4  | 5  |
| 6    | 7  | 8  | 9  | 10 | 11 | 12 |
| 13   | 14 | 15 | 16 | 17 | 18 | 19 |
| 20   | 21 | 22 | 23 | 24 | 25 | 26 |
| 27   | 28 | 29 | 30 |    |    |    |
|      |    |    |    |    |    |    |

| 12月 |    |    |    |    |    |    |
| 日   | 月 | 火 | 水 | 木 | 金 | 土 |
|      |    |    |    | 1  | 2  | 3  |
| 4    | 5  | 6  | 7  | 8  | 9  | 10 |
| 11   | 12 | 13 | 14 | 15 | 16 | 17 |
| 18   | 19 | 20 | 21 | 22 | 23 | 24 |
| 25   | 26 | 27 | 28 | 29 | 30 | 31 |
|      |    |    |    |    |    |    |

## できごと

### 1月
- 1月1日 - イスラエル中部テルアビブ (Tel Aviv) 中心部にあるパブと付近のカフェで銃乱射が発生し、9人が死傷した[1]。
- 1月2日
  - 中国が南沙諸島（中越比が領有権を主張）の人工島で航空機の試験飛行を行い、日本、アメリカ、ベトナムが非難、これに対し中国は「主権の範囲内」と反論した[2][3][4][5][6]。
  - ベトナムに宇宙ごみとみられる金属製の球体が3体落下し、一つは重さが約45kgあった[7]。
- 1月3日 - サウジアラビアのジュベイル外相がイランとの外交関係を断交すると発表。サウジアラビアがシーア派指導者シャイフ・ニムル（英語版）師らを処刑したことに対し、シーア派国家イランの首都テヘランで抗議のデモ隊がサウジ大使館を襲撃した事件を受けたもの[8]。
- 1月4日
  - インド北東部（ミャンマーやバングラデシュとの国境付近）で、マグニチュード (M)6.7の地震が発生し、4日16日時点で少なくとも8人の死亡が確認された[9]。
  - 中国の上海証券取引所でサーキットブレーカー制度が導入されたが、初日に制度が発動し、取引停止となった。中国で年明け最初の営業日の下げ幅としては過去最大となった。
- 1月5日 - 中国寧夏回族自治区の銀川市で、走行中の路線バスから出火し、乗客17人が死亡・32人が重軽傷を負った。警察当局は、バスを放火した疑いが強まったとして、同自治区内に住む男を容疑者と特定し行方を追っていたが、男は同日中に身柄を拘束された[10]。
- 1月6日 - 日本時間10時半頃、北朝鮮・咸鏡北道吉州郡の北方約49kmの地点で人工地震とみられる地震が発生し、北朝鮮は「水爆実験を行った」と発表したものの、日本の気象庁が観測した地震波形は過去3回の核実験時と同じであり、「威力は広島型原爆の半分程度で失敗」、「実際は水爆ではなく、強化した原爆ではないか」、「水爆を地下で実験するのは危険で考えにくい」などと指摘されている[11][12]。
- 1月7日
  - フランス・パリで警察署に押し入ろうとした男が警察官に射殺された[13]。
  - リビア・ズリテンにある警察の訓練学校にトラックが侵入し、爆発して50人が死亡[14]。
  - 中国株式市場で株価が急落し、サーキットブレーカーが再び発動され、翌日からサーキットブレーカーが停止された。
- 1月8日
  - エジプト・ハルガダにある「ベラ・ビスタホテル」が刃物を持った男たちの襲撃を受け、観光客3人が負傷、治安部隊が被疑者に発砲し1人が死亡、1人が重傷を負った[15]。
  - 米・フィラデルフィアでISIL支持者が、2013年に警察から盗まれた拳銃を使い、警察官に少なくとも11回発砲して重傷を負わせ、逮捕された。被疑者は「アッラーフからこの行為を実行するようお告げを受けた」と供述[16]。
- 1月11日 - イラクで連続テロが発生し48人が死亡。このうち、バグダードのショッピングモールに武装集団が押し入って銃を乱射し、18人が死亡した事件についてISILが犯行声明を出し、「戦闘員が異教徒の溜まり場への攻撃に成功した」と主張した[17]。
- 1月12日
  - トルコ・イスタンブールのスルタンアフメト・モスク付近で爆発があり10人が死亡、15人が負傷[18]。トルコ政府はISILによる自爆テロとの見解を示した[19]。（2016年イスタンブール自爆テロ）
  - Microsoft Windows 8の基本サポートが終了[20][21]。今後もWindows 8を利用する場合はWindows 8.1への無償アップデート（2023年1月10日延長サポート終了）が必要となる[22]。
- 1月13日 - オリンピック競技が行われるブラジル・リオデジャネイロのグアナバラ湾で数千匹に及ぶ大量の魚の死骸が打ち上げられた。同湾は近くのスラム街などから生活排水などが直接流れ込み、深刻な水質汚染が問題となっているが、州政府は「水質はオリンピック基準を満たしている」と競技開催に問題はないと主張している[23][24][25]。
- 1月14日 - インドネシア・ジャカルタのショッピングモール「サリナ」の近くで少なくとも6回の爆発があり、交番が被害が出た。また、サリナの向かいにあるスターバックスの外で銃撃戦が発生。これらの爆発・銃撃戦で被疑者4人を含む6人が死亡し、2人の被疑者が逃走中。インドネシア情報機関の幹部は「被疑者はISILと関連があるとみられていて、証拠を収集中だ」と述べた[26][27]。
- 1月16日 - 2016年中華民国総統選挙の結果、民進党の蔡英文が与党・中国国民党の朱立倫主席、野党・親民党の宋楚瑜主席を破り初当選を果たし、台湾初の女性総統が誕生となった[28]。同時に行われた、国会に当たる立法院議員選挙でも、民進党が初めて過半数の68議席を取り（定数113,過半数は57席以上）、1996年以来初めての総統、立法両方の政党交代も達成した。その一方で、国民党は立法院議員選挙で取れた議席は35席に留まり、国民党は創党以来初めて完全に政権をなくなってしまうことになった。
- 1月20日 - 米国の研究チームが「海王星の外側に地球の10倍程度の質量がある新たな惑星が存在する可能性がある」と発表[29]。
- 1月22日 - 北朝鮮の朝鮮中央通信が米・バージニア大学の学生を「アメリカ政府の黙認と操縦の下、朝鮮に観光目的で入国し、朝鮮への敵対行為を働いた」として拘束したと発表[30]。
- 1月29日
  - 韓国の仁川国際空港で家庭用カセットコンロ用ガスボンベ、電線、アラビア語で「お前らへ送る最後の警告」と書かれたメモ（文法が不正確でプリンターで印字されており、自動翻訳機が使われた可能性がある）などが見つかった[31]。
  - パラグアイ東部のペドロフアンカバジェロ市で日用雑貨店経営者の日本人男性がバイクに乗った2人組の男に射殺され、2人は逃走した。同市では2009年にも雑貨店経営者の日本人男性が男に射殺されている[32]。
- 1月30日 - シリアの首都ダマスカスで3個の爆弾が爆発し、少なくとも45人が死亡、100人以上が負傷し、ISILが犯行声明を出した[33]。

### 2月
- 2月2日 - 米司法省と消費者金融保護局は、トヨタ米金融子会社が人種差別的なローン金利設定を行っていたと発表。再発防止策や顧客へ最大2190万ドル[kawase 1] の支払いに合意[34]。
- 2月4日 - 前年中国本土で失踪した香港の出版社の関係者3人について、中国の公安当局が拘束していることを香港の警察が明らかにした[35]。
- 2月5日 - 米国・ニューヨークのマンハッタン南部でクレーン車が転倒し、1人が死亡、3人が重軽傷を負った[36]。
- 2月6日
  - イギリス国王のエリザベス2世が在位満64年を迎え、歴代の英国君主で最長の在位記録となった[37]。
  - 中華民国（台湾）南部の高雄付近にて、現地時間午前3時57分頃、マグニチュード (M) 6.4の地震が発生[38][39]。
- 2月7日 - 北朝鮮が人工衛星と称するミサイルを発射し、このミサイルは沖縄県上空などを通過して海へ落下した[40]。
- 2月11日
  - LIGOグループとVirgoグループが重力波を直接検出したと発表した[41][42]。
  - 2017 ワールド・ベースボール・クラシックの予選大会の1組（オーストラリア）が開始され、14日に閉幕した。翌3月に予選2組と3組が開催された。
- 2月12日 - カトリックローマ法王フランシスコとロシア正教会総主教キリル1世が約1000年ぶりの歴史的会談を行った[43]。
- 2月13日 - キューバ、誤送の米ミサイルを返還[44]。
- 2月20日 - アメリカミシガン州で無差別発砲の銃撃事件、5人が死亡、容疑者は逃亡したが逮捕された[45]。
- 2月23日 - 中南米でのジカ熱の感染流行を受け、WHOが緊急事態を宣言した[46]。
- 2月24日 - 元慰安婦の実話をもとに作成した映画『鬼郷』が韓国で公開された[47]。
- 2月28日 - 香港にて2016年立法会新界東選挙区補欠選挙（中国語版）が行われた。

### 3月
- 3月3日 - ニュージーランド国旗変更国民投票
- 3月20日 - アメリカ合衆国大統領バラク・オバマが現職の合衆国大統領としては1928年のカルビン・クーリッジ以来88年ぶりにキューバを訪問した[48]。
- 3月22日 - 2016年ブリュッセル爆発が発生。
- 3月24日 - 戦犯として旧ユーゴスラビア国際戦犯法廷にて裁判を受けていた、ラドヴァン・カラジッチスルプスカ共和国元大統領に禁固40年の判決。

### 4月
- 4月1日 - 「ネットの高校」を掲げた通信制高校 N高等学校が開校。
- 4月13日 - シリアで人民議会選挙を執行、アサド政権与党のアラブ社会主義バアス党(BASP)が圧勝[49]。
- 4月13日 - 第20代総選挙 (大韓民国)が行われ、与党・セヌリ党（選挙時146議席）は目標に掲げていた過半数の確保に失敗、さらに122議席に大きく議席を減らし第一党の地位も失い惨敗。一方これに対し、最大野党の共に民主党、第3党の国民の党が、いずれも躍進[50]。
- 4月14日 - 日本の九州地方・熊本県にて現地時間午後9時26分頃、マグニチュード (M) 6.5の地震が発生した[51]。深さ約10kmという浅い地点を震源とする地震であったため、地震の規模に比して大きな揺れとなり、日本の震度階級で最大となる震度7を5年ぶりに記録した。
- 4月16日
  - 日本の九州地方・熊本県にて現地時間午前1時25分頃、再びマグニチュード (M) 7.3・最大震度7の地震が発生[52][53]（14日の地震はこの地震の前震とされる）。
  - エクアドル時間18時58分頃、マグニチュード (M) 7.8の2016年エクアドル地震が発生した[54]。
- 4月16日 - 4月19日 - 第7回キューバ共産党大会。
- 4月23日 - 10月30日 - トルコでアンタルヤ国際園芸博覧会2016が開催[55]。
- 4月28日 - 日本の沖縄県にて元在日米軍属の男性によるうるま市女性殺害事件が発生、以後は日米地位協定の運用の見直しが検討された。

### 5月
- 5月1日 - 20世紀のフランスの作曲家・モーリス・ラヴェルの楽曲ボレロの著作権が消滅[56]。
- 5月6日～5月9日 - 北朝鮮の朝鮮労働党第7次大会。
- 5月9日 - 2016年フィリピン大統領選挙
- 5月20日 - 蔡英文が中華民国総統に就任[57]。
- 5月22日 - ベトナムの第14期総選挙[58]
- 5月26日 - 27日 - 第42回先進国首脳会議（G7サミット）が、日本の三重県・伊勢志摩で開催された（伊勢志摩サミット）[59]。
- 5月27日
  - バラク・オバマが現職アメリカ合衆国大統領として史上初めて、かつて同国により原子爆弾が投下された広島市を訪問[60]。
  - 東京国際空港（日本・羽田空港）にて、東京発ソウル・金浦国際空港行大韓航空2708便旅客機が離陸直前にエンジン火災を発生[61]。
- 5月28日
  - 萩尾望都の人気漫画『ポーの一族』の新作長編「春の夢」が40年ぶりに発表され、掲載誌が売り切れる書店が続出したため重版され[62]、NHKニュースなどで報道されるなど大きな話題となった[63]。

### 6月
- 6月1日 - スイスのゴッタルドベーストンネルが開通[64]、日本の青函トンネルを抜いて世界最長の鉄道トンネルとなった。
- 6月8日 - 国際純正・応用化学連合 (IUPAC) は、前年末に認定された4つの元素（113番、115番、117番、118番）について、名称案および元素記号案（発見者として命名権を獲得した各研究所が申請）を公表し、約5か月間のパブリックレビュー（意見公募）を開始した[65]。
- 6月9日
  - 尖閣沖の接続水域に初めて中国の軍艦が侵入した。また、同じ時間帯にロシアの軍艦も同海域を航行しているのが確認された[66]
  - タイ王国のラーマ9世が在位満70年を迎えた。
- 6月12日
  - 中国・上海市浦東新区にある上海浦東国際空港で爆発事件発生[67]。
  - アメリカ・フロリダ州のゲイナイトクラブで銃乱射事件発生、50人が死亡する大惨事（容疑者1人を含む、アメリカの銃乱射事件の被害者数では過去最悪）となった。ISIL系のサイトで事実上の犯行声明が出されている[68]。
- 6月15日 - （現地時間）アメリカメジャーリーグ (MLB)・マイアミ・マーリンズのイチローがNPB/MLB通算4257安打目を放ち、ピート・ローズの持つメジャー最多安打を日米プロ野球リーグの通算で上回った[69]。
- 6月16日 - 香港で拉致され中国本土で8カ月にわたり拘束されていた「銅鑼湾書店」の林栄基店長が香港で記者会見した[70]。
- 6月20日 - スーパーコンピューターの世界ランキングTop500が発表され、中国純製の「神威太湖之光 (Sunway TaihuLight)」が初登場でトップに立った。Topの500台中167台が中国製で、ランクインの台数でも米国の165台を抜いてトップだった[71]。
- 6月22日 - 北朝鮮が中距離弾道ミサイル2発を発射[72]。
- 6月23日 - イギリスの欧州連合離脱是非を問う国民投票が執行され、欧州連合 (EU) 離脱支持票が過半数を占める結果となった[73]。
- 6月24日
  - 前日執行のイギリス国民投票の結果を受けて、デーヴィッド・キャメロン首相が保守党党首及び首相を辞職する意思を表明した[74]。
  - イギリスの国民投票の結果を受けてEU離脱が避けられないことが伝わると、この日の世界各国の株価が大幅に下落し、イタリアとスペインでは株価指数は1日の取引として過去最大の下落幅となり[75]、アメリカ合衆国・ニューヨーク証券取引所では終値が610ドル安を記録し、フランスでは8.0%、ドイツでは6.8%、ギリシャでは10%も下落するなど、各国市場でイギリス・ショックの影響を受けて世界経済の先行き不安から株安が進行する結果となった[76]。
- 6月25日 - アジアインフラ投資銀行の第1回年次総会が開かれた[77]。
- 6月26日 - 拡張された新しいパナマ運河が開通。運河を航行できる船舶の幅が拡大され、コンテナ船の輸送能力が2.6倍に高まることにより、北米とアジアを結ぶ主要ルートを中心に、世界の海上貿易の流れが変わるとみられている[78]。
- 6月28日 - トルコ・イスタンブールのアタチュルク国際空港でテロリズム発生、死者36名負傷者140名を出した。容疑者は男3人で自動小銃などを乱射した後、それぞれ自爆した[79][80]。
- 6月29日 -北朝鮮で第13期第4回最高人民会議[81]。
- 6月30日 - ブラジルの全国地上アナログテレビ放送が停波完了し、地上デジタルテレビ放送へ全面移行。

### 7月
- 7月1日 - バングラデシュの首都ダッカ市内ガルシャン（英語版）地区のカフェレストランにて、武装集団による襲撃・人質立てこもり事件が発生した[82]。この事件に際してISIL（イスラム国）系のメディアが犯行を認める声明を出している[82]。
- 7月3日 - バグダードのカッラーダ地区（英語版）の繁華街で爆弾を積んだ冷蔵トラックが爆発し[83]、200人以上の犠牲者を出した[84]。
- 7月6日 - Pokémon GOがサービス開始された。リリース国では、歩きスマホの増加を初めとして、様々な事件や事故が起きたり、ポケストップシステムによって人の流れに大規模な変化が起きるなど社会現象が発生した[85][86]。
- 7月7日 - 米国で5日と6日、警官に黒人男性が射殺されるケースが相次ぎ、事件の映像がネットに公開され、全米で抗議活動が広がる中、テキサス州ダラスで7日夜、デモ警戒中の警察官5人が射殺される事件が発生した[87]。
- 7月11日 - 大規模な武力衝突が発生した南スーダンにて対立していた大統領と副大統領が配下の兵士に戦闘停止を指示した[88]。
- 7月12日 - フィリピンが「中国の主張は国際法違反」と訴えた仲裁裁判の判決[89][90]。
- 7月13日 - イギリスでデーヴィッド・キャメロンが退陣し、第76代首相にテリーザ・メイが就任、直ちに主要閣僚を任命してテリーザ・メイ内閣を発足させた[91][92]。
- 7月14日 - フランスの南部・ニースの遊歩道プロムナード・デ・ザングレにおいて、花火の見物をしていた人々の列にトラックが突っ込む事件[93] が発生。
- 7月15日 - 16日 - トルコで軍の一部によるクーデターが発生、未遂ながら200人を超える死者が出た[94][95]。
- 7月17日 - アメリカのルイジアナ州バトンルージュで警察官が銃撃を受け3人が死亡、3人が負傷する事件が起こった[96]。
- 7月22日 - ドイツ・ミュンヘン銃撃事件が発生。犯人を含み10人が死亡。
- 7月26日 - 日本で相模原障害者施設殺傷事件が発生。19人が死亡し、戦後日本で過去最多の大量殺人事件となった。
- 7月29日 - Microsoft Windows 10への無償アップグレード期間が終了。

### 8月
- 8月5日 - 第31回夏季オリンピック（リオデジャネイロオリンピック）開会式、南米大陸で初めて開催されるオリンピックである。史上最多206カ国・地域が参加する。
- 8月7日 - （現地時間）メジャーリーグ (MLB)・マイアミ・マーリンズのイチローが史上30人目のMLB通算3000本安打を達成。アジア人で初の快挙。
- 8月8日 - 日本の天皇が生前退位問題に対してのお気持ちをビデオメッセージで発表[97]。
- 8月17日 - 駐ロンドン北朝鮮大使館のナンバー2に当たる公使が家族とともに脱北し、韓国に亡命していることが明らかになった[98]。北朝鮮では、金正恩体制になってから、エリート層の脱北が相次いで報道されており、今回はこれまで脱北した外交官の中で、最も高位にあたる。
- 8月21日 - 第31回夏季オリンピック（リオデジャネイロオリンピック）閉会式。オリンピック旗が、次回開催都市とされている東京都知事に就任したばかりの小池百合子に引き継がれた。
- 8月24日 - （現地時間）マグニチュード (M) 6.2のイタリア中部地震が発生[99]。
- 8月25日 - イギリスの研究チームが、地球から最も近い4.2光年の場所に地球の1.3倍の大きさの惑星を発見したと発見したと発表[100]。
- 8月26日 - トルコの最大都市イスタンブールで26日、アジアとヨーロッパを結ぶボスポラス海峡に架かる3本目の吊り橋「ヤウズ・スルタン・セリム橋」の開通式が行われた[101]。
- 8月31日 - アメリカとキューバを結ぶ半世紀以上ぶりの定期航空便の第一便として、ジェットブルー航空387便がアメリカのフロリダ州フォートローダーデールから離陸し、キューバのサンタ・クララに着陸する[102]。

### 9月
- 9月2日 - 1991年の独立以来、25年にわたってウズベキスタン共和国の初代大統領を務めてきたイスラム・カリモフ大統領が死去したことを国営テレビが発表した[103]。
- 9月4日 - 香港にて第六回立法会議員総選挙。
- 9月4日 - 9月5日 - 中華人民共和国浙江省杭州市で第11回20か国・地域首脳会合 (G20)[104]。
- 9月7日 - 9月18日 - 第15回夏季パラリンピック（リオデジャネイロパラリンピック）開催
- 9月9日 - 北朝鮮の建国記念日にあたるこの日、日本時間9時半頃、北朝鮮咸鏡北道吉州郡豊渓里付近[105] で人工地震とみられる地震が発生したことを日本の気象庁やその他機関が感知した。北朝鮮の朝鮮中央テレビが、同日「核爆発実験を実施した」と発表した[106]。
- 9月14日 - 内戦が続くシリアで、米国とロシアの仲介によって、アサド政権と反体制派の停戦が発効した。前回の停戦合意の後、政権軍が過激派掃討を理由に反体制派を攻撃し停戦崩壊を招いた失敗を踏まえ今回は、アサド政権に対して国際テロ組織アルカイダ系の「ヌスラ戦線」（「シリア征服戦線」に改称）への攻撃と称して反体制派を狙う空爆が禁止された[107]。
- 9月17日 - 2016年マンハッタン爆発事件が発生[108]。
- 9月18日 - 2016年ロシア下院選挙
- 9月22日 - バハマ文書公開
- 9月23日 - 天皇陛下の生前退位を巡り政府が「天皇の公務の負担軽減等に関する有識者会議」設置[109]
- 9月30日 - 第41回ライダーカップがアメリカ合衆国で開催（10月2日まで）

### 10月
- 10月7日 - ノーベル平和賞をフアン・マヌエル・サントスコロンビア大統領が受賞。「50年以上に及ぶ内戦終結への断固たる努力」が授賞理由[110]。
- 10月12日 - ロシアやアメリカなどの四カ国の宇宙開発の専門らが宇宙国家「アスガルディア」の建国を発表。現在約20万人の国民がいるという[111]。
- 10月13日
  - ソニー・インタラクティブエンタテインメントが、PlayStation 4用デバイス「PlayStation VR」を世界42か国・地域で同日発売[112]。
  - ノーベル文学賞をボブ・ディランが受賞。受賞理由は「偉大な米国の歌の伝統において新たな詩的表現を創造した」とした[113]。
  - タイの国王ラーマ9世が入院していたシリラート病院にて88歳で死去。在位期間は70年4か月[114][115]。
- 10月17日 - イラクのハイダル・アル＝アバーディ首相は2014年6月にISILに占拠された北部の都市モスルの奪還作戦を開始したと発表[116]。
- 10月20日 ドラえもんのスネ夫などで親しまれた、声優の肝付兼太が肺炎の為死去。(享年80)
- 10月29日 - 2015年総選挙以来、政権不在状態のスペインでマリアーノ・ラホイ・ブレイ政権への信任投票が議会下院で行われ、賛成170、反対111、棄権68の結果でラホイが信任された。これを受けてラホイは第2次政権への組閣を開始する[117]。

### 11月
- 11月4日 - パリ協定発効[118]。
- 11月8日 - 2016年アメリカ合衆国大統領選挙と2016年アメリカ合衆国下院議員選挙の一般有権者による投票。
- 11月9日
  - アメリカ合衆国大統領選挙で一般有権者による投票の開票の結果、共和党のドナルド・トランプが民主党のヒラリー・クリントンを退けて、当選が確実となった[119]。
  - インドのナレンドラ・モディ首相は、国内で流通している500ルピーと1000ルピーの紙幣を廃止すると発表した[120]。
- 11月13日 - ニュージーランド・北カンタベリー地方でM7.8の地震が発生した[121]。
- 11月18日 - 国連気候変動枠組み条約第22回締約国会議が終了した[122]。
- 11月23日 - カンボジアのポル・ポト政権下で行われた虐殺や強制移住などを巡り、人道に対する罪などに問われた元最高幹部ヌオン・チア、キュー・サムファン両被告にカンボジア特別法廷は、1審に続き最高刑にあたる終身刑とする判決を言い渡した。政権中枢を担った元最高幹部の判決が初めて確定した[123]。
- 11月25日 - イラン北部セムナン州で列車同士が衝突する事故が発生した[124]。
- 11月28日 - コロンビア中部メデジン近郊の山岳地帯に、ラミア航空2933便旅客機が墜落したと報じられる。遭難機にはブラジルのサッカークラブチーム：アソシアソン・シャペコエンセ・ジ・フチボウの選手ら81人が搭乗していた[125]。
- 11月30日
  - 6月より名称案および元素記号案のパブリックレビュー（意見公募）を行っていた4つの元素（113番、115番、117番、118番）について、IUPACは提案通りの名称と元素記号を正式決定したと発表、113番元素は「ニホニウム（nihonium, 元素記号：Nh）」、115番元素は「モスコビウム（moscovium, 元素記号：Mc）」、117番元素は「テネシン（tennessine, 元素記号：Ts）」、118番元素は「オガネソン（oganesson, 元素記号：Og）」となることが確定した[126][127]。
  - 北朝鮮が今年9月に5度目の核実験を強行したことを受け追加制裁を協議してきた国連安保理が、北朝鮮から輸入する石炭の量を現在の半分以下に制限することなどを盛り込んだ新たな制裁決議を全会一致で採択した[128]。

### 12月
- 12月1日 - タイ王国のワチラーロンコーン皇太子が暫定議会議長による即位要請を受けこれを受諾、ラーマ10世として国王に即位した[129]。
- 12月2日 - アメリカ合衆国下院が、台湾との軍事交流推進をアメリカ国防総省に促す内容が盛り込まれた国防権限法案を本会議にて可決した[130]。
- 12月3日 - ガンビアで大統領選挙がおこなわれ、野党の候補アダマ・バロウが5選目を目指した現職のヤヤ・ジャメを破り当選を果たした[131]。
- 12月4日 - イタリアで元老院（上院に相当）の権限を弱めることなどを柱とした憲法改正案の国民投票を執行。大差で否決される見通しとなったため、進退をかけていたマッテオ・レンツィ首相は辞任を表明[132]。
- 12月5日 - ニュージーランドのジョン・キー首相が家庭の事情を理由に突然の首相辞任を表明[133][134]。
- 12月7日 - パキスタン国際航空661便墜落事故が発生し、乗客乗員47人全員が死亡した[135]。
- 12月9日
  - ソロモン諸島沖でM7.8の地震が発生[136]。
  - 韓国の国会で朴槿恵大統領の弾劾訴追案の採決が行われ、賛成234、反対56で可決された。これに伴い朴大統領は職務停止となり、黄教安国務総理が職務を代行する[137]。
- 12月11日 - エジプト・カイロのキリスト教会で爆発が発生し、27人死亡[138]。
- 12月12日 - ニュージーランド国民党が議員総会を開催し、12月5日に退陣を表明したジョン・キーの後任としてビル・イングリッシュを第12代党首に選出。イングリッシュはその後に第39代ニュージーランド首相に就任した[139]。
- 12月15日 - 日本の安倍晋三首相とロシアのウラジーミル・プーチン大統領が、山口県長門市で日露首脳会談を開催[140]。
- 12月16日 - 日本の安倍晋三首相とロシアのウラジーミル・プーチン大統領が、東京の首相官邸で日露首脳会談を開催[141]。
- 12月19日
  - ドイツのベルリンで行われていたクリスマスマーケットにトラックが突入、多数の死傷者を出した。当局はテロ事件の可能性を示唆、IS系のメディアが犯行声明を出した[142]。
  - ロシアの駐トルコ大使のアンドレイ・カルロフがアンカラでの写真展覧会会場でスピーチを行っている際に、トルコ人警察官に銃撃され死亡した[143][144][145]。
- 12月20日
  - ロシア・イルクーツクで、安価で販売された酒を飲んだ住人49人が中毒死していたことが発覚し、非常事態宣言が発令された[146]。
  - メキシコ・トゥルテペック（英語版）の花火市場で爆発が発生し、29人死亡[147]。
- 12月23日 - アメリカ合衆国で、台湾との軍事交流推進をアメリカ国防総省に促す内容が盛り込まれた国防権限法が、成立した[148]。
- 12月24日 - タイ王国のシミラン諸島（英語版）で、サンゴにハングルで「박영수（パク・ヨンス）」と刻まれていることが発見された[149]。
- 12月25日
  - 現地時間早朝、ロシア南部ソチから、シリアのラタキアに向かっていたロシア軍所属の旅客機が、黒海に墜落した[150]。ロシア当局は、92人全員が死亡したもようと発表した[151]。
  - 現地時間11時20分ごろ、チリ南部でマグニチュード7.6の地震が発生した[152][153]。
- 12月31日 - 潘基文国際連合事務総長の任期が満了

## 概略
2015年に続き、フロリダ銃乱射事件、ブリュッセル爆発、アタテュルク国際空港襲撃事件、仏ニーステロ事件など、欧米を中心に各国でISILによるテロ行為が頻発し地政学上のリスクが顕在化した。また長引くシリア内戦から波及したアレッポなど混乱した中東情勢をめぐる複数国の対立、一帯一路政策を進める中華人民共和国による南沙諸島の人工島開発、北朝鮮核問題（日本海へのミサイル発射、水爆実験）など、国際的な緊張が高まりG7による伊勢志摩サミットでの主な議題となった。
一方でキューバの雪解け、日米によるバラク・オバマの広島訪問、安倍晋三首相の真珠湾訪問など、一部で国家間の和解の動きも見られた。各国で移民流入やTPPに代表される自由貿易に反対する反グローバリズムとも呼ばれる自国第一主義が横行した。
イギリスの欧州連合からの離脱決定と、米大統領選におけるドナルド・トランプの勝利は、上記のような反グローバリズムを象徴する出来事として注目された。また、これらに関して「ポスト真実」という概念も注目された。
イギリスのテリーザ・メイ首相、フィリピンのロドリゴ・ドゥテルテ大統領や台湾の民主進歩党の蔡英文総統など、女性を含めた新リーダーの当選が各国で見られた。一方で大韓民国・朴槿恵韓国大統領弾劾訴追の問題、アメリカ合衆国・ヒラリー・クリントンによる機密情報のメール問題、ブラジル・ジルマ・ルセフ元大統領の弾劾に伴う罷免など、女性首脳による不正も相次いだ。また内部文書であるパナマ文書、バハマ文書の公開により、タックス・ヘイヴンを通じて多国籍の政財界における複数の人物が不透明な金融取引を行っていたことが判明した。
経済では政治的な影響も含めて株式市場・外国為替市場ともに大きな変化の続く1年となった。年初には中国では中国株の下落により異例のサーキットブレーカー制度が発動され、年末にはFRBによる米連邦公開市場委員会での1年ぶりのアメリカドル利上げ予定発表などによりドル高に転じた。
夏季にはブラジルで2016年リオデジャネイロオリンピックが開催され難民選手団を含む206の国・地域が参加した。
天災はチリ、ニュージーランド、台湾などでの大型地震のほか、ジカ熱などが流行っていた。
インフラでは、パナマ運河の拡張工事完成、世界的な石油・ガス産業の低迷を受けたOPECによる原油減産合意などの事態改善が見られた。
タイの国王ラーマ9世やキューバのフィデル・カストロ議長、シンガポールのS・R・ナザン前大統領など、長期にわたった国家指導者や、デヴィッド・ボウイ、プリンス、ジョージ・マイケルなど1980年代を中心に活躍した米英のロックスターが死去した。
その他、ボブ・ディランがノーベル文学賞を受賞したことなどが注目を集めた。

## 周年
以下に、過去の主な出来事からの区切りの良い年数（周年）を記す。
- 1月15日 - ウィキペディア発足15周年。
- 1月28日 - チャレンジャー号爆発事故から30周年。
- 3月3日 - 全日本空輸（ANA）国際定期便就航30周年。
- 3月11日
  - 東日本大震災発生5周年。
  - 福島第一原子力発電所事故から5周年。
- 3月21日 - ゲームボーイアドバンス発売から15周年。
- 4月21日 - エリザベス2世生誕90周年。
- 4月26日 - チェルノブイリ原子力発電所事故から30周年。
- 5月1日 - メーデー（労働者の日）誕生から130周年。
- 5月2日 - アメリカ軍特殊部隊によるアメリカ同時多発テロ事件の首謀者とされるウサーマ・ビン・ラーディンの殺害から5周年。
- 6月23日 - NINTENDO 64発売から20周年。
- 7月4日 - アメリカ合衆国独立240周年。
- 7月15日 - ボーイング社（米ワシントン州シアトル）創業100周年。
- 7月26日 - スエズ運河国有化宣言から50周年。
- 9月9日 - アイドルグループSMAPがデビュー25周年。
- 9月11日 - アメリカ同時多発テロ事件から15周年。
- 9月14日 - ニンテンドー ゲームキューブ発売から15周年。
- 9月23日 - 藤子・F・不二雄没後20周年。
- 11月11日 - PlayStation 3発売から10周年。
- 12月2日 - Wii発売から10周年。
- 12月17日 - 在ペルー日本大使公邸占拠事件から20周年。
- 12月25日 - ソビエト連邦の崩壊から25年[154]。
- 12月26日 - 高柳健次郎がテレビの開発に成功してから90周年。
- 12月30日 - イラクのサッダーム・フセイン元大統領の死刑執行から10周年。
- 日本とフィリピンの国交正常化60周年[155]。

## 芸術・文化・ファッション

### 世相
- イギリスでは国民投票によりEU離脱が決まり、アメリカの大統領選挙では政治経験のないドナルド・トランプ（共和党）が勝利を収めた。いずれもこれまでの路線を覆す大激変であるが、学歴や年齢、居住地といった双方の支持者層の共通点も指摘されており[156]、またナショナリズムの高まりや移民問題を始めとしたこれまでの政策（既成政治）に対する反発など、共通の事象も多く見られる[157][158]。
- アメリカの民間人権団体・フリーダム・ハウスの2016年版報告書によると、195の国・地域のうち「自由」とみなされたのは86、「部分的に自由」は59、「自由ではない」は50で、「自由度が前進した」と評価されたのは43、「後退した」と評価されたのは72となり、同団体は「世界の自由は10年連続で悪化した」と指摘。また、自由度を百点満点で評価し（項目は参政権、表現の自由、少数派の権利など25項目）、日本を96点、アメリカを90点、韓国を83点、中国を16点、北朝鮮を3点、シリアをマイナス1点（最下位）などとした[159]。

### スポーツ
- 2016年リオデジャネイロオリンピック・パラリンピック

### 映画
日付は本国公開日。
本国公開・日本公開ともに当年
- 1月29日 - カンフー・パンダ3（監督：ジェニファー・ユー）
- 2月12日 - デッドプール（監督：ティム・ミラー）
- 3月4日 - ズートピア（監督：リッチ・ムーア、バイロン・ハワード）
- 3月17日 - シング・ストリート 未来へのうた（監督：ジョン・カーニー）
- 5月6日 - シビル・ウォー/キャプテン・アメリカ（監督：ルッソ兄弟）
- 5月20日 - アングリーバード（監督：Clay Kaytis、Fergal Reilly）
- 6月17日 - ファインディング・ドリー（監督：アンドリュー・スタントン、アンガス・マクレーン）
- 6月29日 - レッドタートル ある島の物語（監督：マイケル・デュドク・ドゥ・ヴィット）
- 7月8日 - ペット（監督：クリス・ルノー）
- 8月12日 - ソーセージ・パーティー（監督：コンラッド・ヴァーノン、グレッグ・ティアナン）
- 9月9日 - ハドソン川の奇跡（監督：クリント・イーストウッド）
- 9月23日 - コウノトリ大作戦!（監督：ニコラス・ストーラー、ダグ・スウィートランド）
- 11月18日 - ファンタスティック・ビーストと魔法使いの旅（監督：デヴィッド・イェーツ）
- 12月16日 - ローグ・ワン/スター・ウォーズ・ストーリー（監督：ギャレス・エドワーズ）

本国公開映画（日本公開は翌年以降）
- 7月20日 - 新感染 ファイナル・エクスプレス（監督：ヨン・サンホ）
- 8月19日 - KUBO/クボ 二本の弦の秘密（監督：トラヴィス・ナイト）
- 10月21日 - ムーンライト（監督：バリー・ジェンキンス）。第89回アカデミー賞作品賞。
- 10月21日 - わたしは、ダニエル・ブレイク（監督：ケン・ローチ）
- 11月4日 - トロールズ（監督：マイク・ミッチェル）
- 11月11日 - メッセージ（監督：ドゥニ・ヴィルヌーヴ）
- 11月17日 - パターソン（監督：ジム・ジャームッシュ）
- 11月18日 - マンチェスター・バイ・ザ・シー（監督：ケネス・ロナーガン）
- 11月23日 - モアナと伝説の海（監督：ロン・クレメンツ、ジョン・マスカー）
- 12月9日 - ラ・ラ・ランド（監督：デミアン・チャゼル）
- 12月21日 - SING/シング（監督：ガース・ジェニングス）
- 12月23日 - 沈黙 -サイレンス-（監督：マーティン・スコセッシ）
- 12月25日 - ドリーム（監督：セオドア・メルフィ）

### ゲーム
- 10月13日 - ソニー・インタラクティブエンタテインメント (SIE) がPlayStation 4用VRヘッドマウントディスプレイ「PlayStation VR」を世界（日・欧・北米）同時発売。

## イベント
- 第31回夏季オリンピック（リオデジャネイロ）：南米大陸で初開催となるオリンピック
- 第15回夏季パラリンピック（リオデジャネイロ）

## 誕生
- 2月5日 - 堰沢結萌、子役女優、堰沢結愛、堰沢結衣の妹
- 2月5日 - ジグミ・ナムゲル・ワンチュク、ブータン王太子
- 2月19日 - 宮崎莉里沙、子役、女優
- 3月2日 - オスカル (スコーネ公)、スウェーデン王子(スコーネ公)
- 4月19日 - アレクサンダー (セーデルマンランド公)
- 8月4日 - チャーリー・ガード、（+2017年）

### 人物以外
- 2月1日 - ワールドプレミア (競走馬)、競走馬
- 3月6日 - クロノジェネシス、競走馬
- 3月21日 - サートゥルナーリア (競走馬)、競走馬
- 9月18日 - 結浜、ジャイアントパンダ

## 死去
- 10月20日 肝付兼太
- 11月25日–キューバ フィデル・カストロ （1926年）

## ノーベル賞
- 物理学賞：デイヴィッド・J・サウレス、ダンカン・ホールデン、ジョン・M・コステリッツ
- 化学賞：ジャン＝ピエール・ソヴァージュ、フレイザー・ストッダート、ベルナルト・L・フェリンハ
- 生理学・医学賞：大隅良典
- 文学賞：ボブ・ディラン
- 平和賞：フアン・マヌエル・サントス
- 経済学賞：オリバー・ハート、ベント・ホルムストローム

## 国際年
- 国際マメ年[160]